# According to Life
According to Life... is het tweede studioalbum van de Zweedse muziekgroep The Carpet Knights. Het album, dat meer melodieuze en stemmiger rock bevat dan haar voorganger, is opgenomen in de jaren 2006 tot en met 2008 in de privéstudio van Wulff. Het gebruik van de dwarsfluit geeft de muziek een Jethro Tull-tintje. Het album is opgedragen aan de toen overleden moeder van Wulff.

## Musici
- Joakim "Jocke" Jönsson – gitaar
- Magnus "Manne" Nilsson – zang en dwarsfluit
- Pär Hallgren – basgitaar
- Pelle Engval – slagwerk
- Tobias "Tobbe" Wulff – gitaar en geluidseffecten

## Composities
1. Headcase (6:06)
2. Gaze through the days I'll hide (3:56)
3. Without a past (3.36)
4. Eternal sleep (7.17)
5. Cosmical mind (5.43)
6. Lost (6.54)
7. If soon I will be you (5.48)
8. Magical space-style (5.19)
9. Why am I (5.25)
10. Forever is a long time (10.28)